# アカツキハギ
アカツキハギ （学名：Acanthurus achilles、英名：Achilles tang）は、スズキ目ニザダイ亜目ニザダイ科に属する魚。

## 分布
中部太平洋に分布する。日本では2003年に発見された。南大東島、沖縄島、南鳥島に生息する。

## 生態
体長は25cm程度。体色は黒色で、体表後部に大きな橙色の斑紋があるのが特徴だが、幼魚に斑紋はない。尾びれに橙色の横帯がある。岩礁の砕波帯に生息する。縄張り意識が強く、他のスジクロハギなどのニザダイ科の魚に対して攻撃的である。主に藻類を食べる。

## 利用
主に観賞魚として利用される。